# Малахова (Тугулимський міський округ)
Мала́хова (рос. Малахова) — присілок у складі Тугулимського міського округу Свердловської області.
Населення — 26 осіб (2010, 58 у 2002).
Національний склад станом на 2002 рік: росіяни — 98 %.